# Suore di San Felice da Cantalice

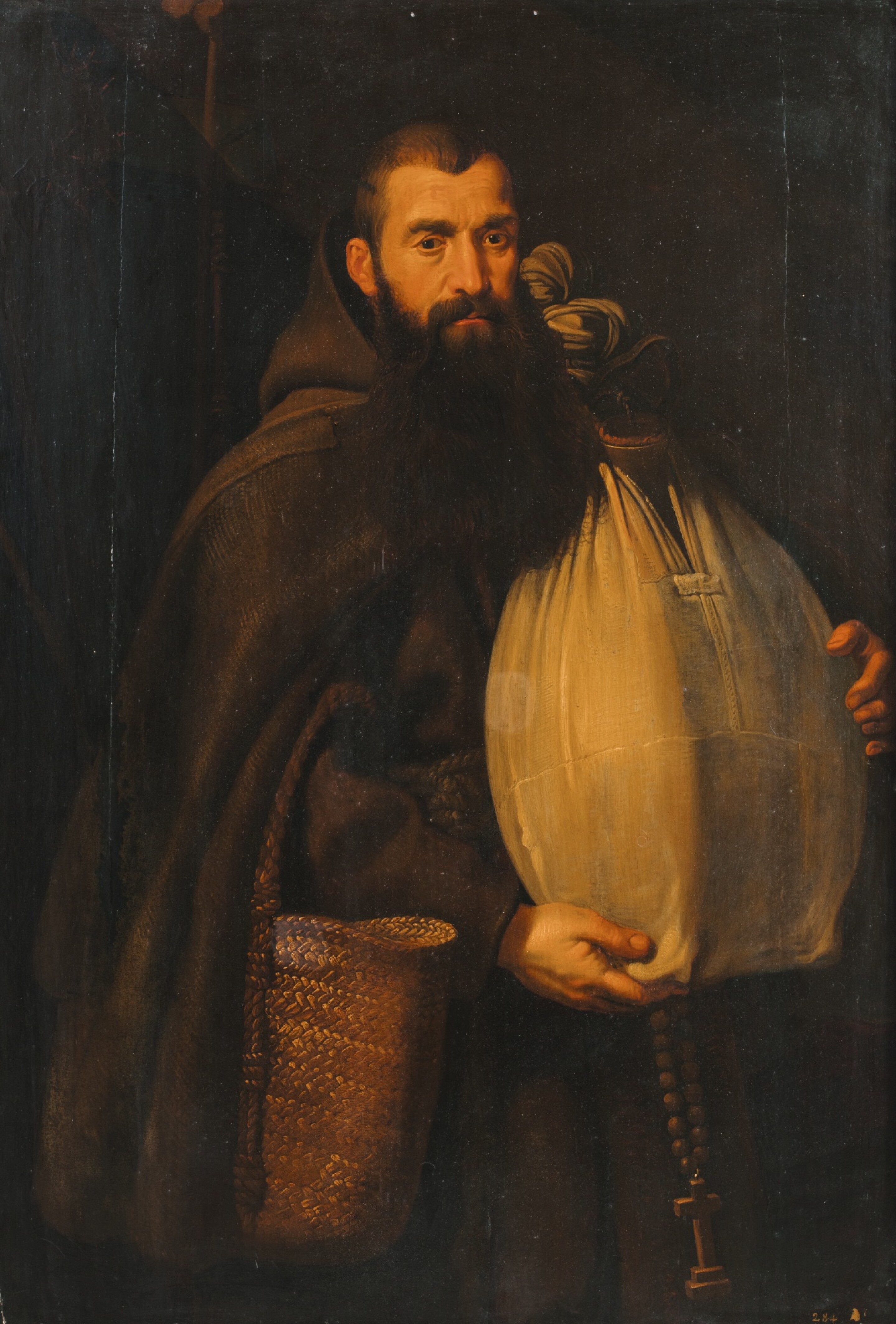
San Felice da Cantalice in un dipinto di Peter Paul Rubens

Le Suore di San Felice da Cantalice (in latino Congregatio Sororum Sancti Felicis de Cantalice Tertii Ordinis Regularis Sancti Francisci Seraphici) sono un istituto religioso femminile di diritto pontificio: le suore di questa congregazione, dette popolarmente Feliciane, pospongono al loro nome la sigla C.S.S.F.

## Storia
Nel 1854 Maria Angela Truszkowska (1825-1899), assieme a Clothide Ciechanowska, aprì a Varsavia un ospizio per donne anziane e bambini abbandonati: il 21 novembre 1855 le due pronunciarono privatamente il voto di dedicarsi al servizio dei poveri e, con l'aiuto dei cappuccini Onorato da Biała e Beniamin Szymański, superiore provinciale dell'ordine, diedero inizio a una nuova congregazione intitolata a san Felice da Cantalice, al quale era dedicato l'altare della chiesa dei cappuccini di Varsavia davanti al quale le prime suore solevano riunirsi.
Le prime suore feliciane iniziarono a condurre vita comune il 13 aprile 1856 e il 10 aprile 1857 presero l'abito religioso. Soppressa dal governo russo, la congregazione rinacque a Cracovia (all'epoca sotto il dominio austriaco) il 14 ottobre 1865. L'istituto ottenne il pontificio decreto di lode il 1º giugno 1874 ed è stato approvato definitivamente dalla Santa Sede il 19 luglio 1889: le sue costituzioni sono state approvate definitivamente il 23 marzo 1907.
Dal 9 aprile 1906 è aggregato all'Ordine cappuccino.
La fondatrice è stata beatificata a Roma da papa Giovanni Paolo II il 18 aprile 1993.

## Attività e diffusione
Il loro scopo è l'annuncio del Vangelo nelle forme più diverse, particolarmente attraverso l'insegnamento, la catechesi, la cura dei malati, il servizio ai poveri.
Oltre che in Polonia, sono presenti in Brasile, Canada, Estonia, Kenya, Russia, Stati Uniti d'America e Ucraina; la sede generalizia è a Roma.
Al 31 dicembre 2005, la congregazione contava 1.936 religiose in 244 case.